# Gallring (skogsbruk)

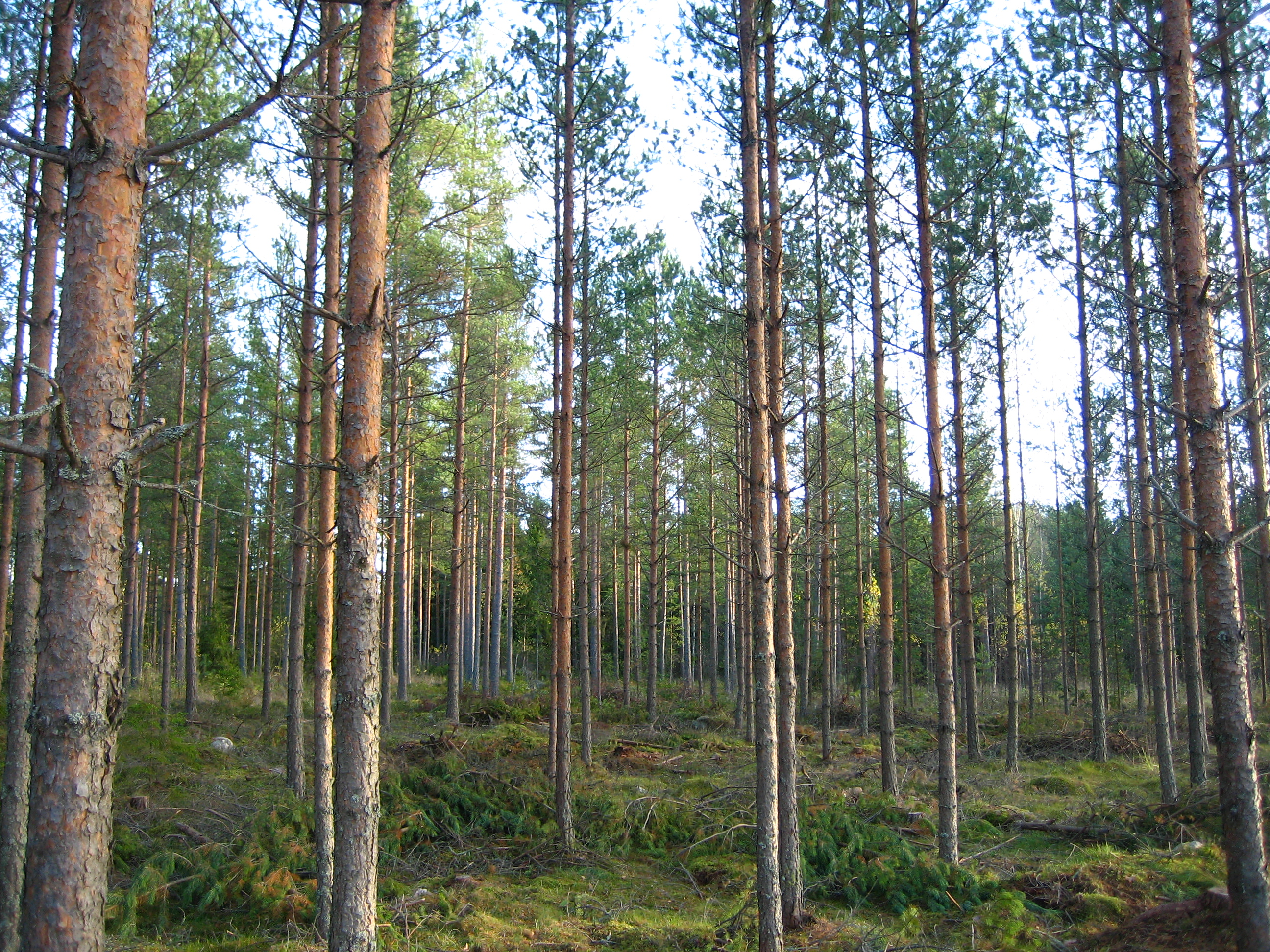
Ca 25-årig tallskog i södra Finland efter första gallringen.

Gallring i skogsbruk innebär att man avverkar vissa träd i ett bestånd men låter majoriteten stå kvar. Gallring är i princip samma sak som röjning, skillnaden består i att träden i beståndet vuxit till en sådan dimension att gagnvirke kan tillvaratas. All gallring sänker den totala virkesproduktionen eftersom fotosyntetiserande blad eller barr tas bort. Emellertid uppstår lätt bortfall av virke genom självgallring, om tätheten blir för stor. Den totala mängden gagnvirke kan därför öka genom gallring. 
Gallring görs i syfte att överföra tillväxten till ett mindre antal träd, man ökar alltså andelen gagnvirke. Större träd medför i regel att man får ut större andel timmer än massaved och energived, vilket då ökar virkesintäkterna i framtiden och stora träd sänker även avverkningskostnaderna avsevärt för både skördare och skotare.
I Sverige gallrar man ett barrskogsbestånd 1-2-3 gånger innan det slutavverkas. Hur hårt (gallringsstyrkan) och hur ofta (gallringsintervallet) man ska gallra är frågor som det finns olika uppfattningar om.  Hög gallringsstyrka och långa intervall ger bättre lönsamhet i gallringarna men samtidigt ökat produktionsbortfall och ett sämre netto vid slutavverkningen. Korta intervall mellan måttliga gallringar ger dålig lönsamhet på kort sikt men maximerar beståndets produktion på längre sikt. 
Innan man gallrar för första gången väntar man ofta så länge att beståndet hinner sluta sig så att den naturliga kvistrensningen påbörjas. 
Tidigare var gallring nästan lika mycket en skogsvårdsåtgärd som ett sätt att få intäkter från beståndet. I en förstagallring består virkesfångsten mest av relativt sämre betald massaved och kanske brännved för småskalig vedeldning, medan det i senare gallringar även kan bli en del timmer. Vid mekaniserad gallring är det idag möjligt att få ett litet netto redan i förstagallringar om gallringsstyrkan inte är alltför låg och beståndet tidigare har röjts.

## Urval
Utöver gallringsstyrkan och intervallet mellan gallringarna är den metod som används för urvalet av de stammar som ska avvecklas respektive sparas av avgörande betydelse för ett bestånds utveckling. Det finns i huvudsak tre olika typer av urval som praktiskt används:
- Höggallring innebär att de längre och grövre träden avverkas medan de kortare sparas. Denna metod ger ett högt gallringsnetto och jämförelsevis stor risk för produktionsförluster eftersom de största träden bär en stor del av skogens bladyta. I en höggallring är i procent räknat uttaget av stammar lägre än uttaget mätt i grundyta. Denna gallringsform kan lätt övergå till dimensionshuggning eller blädning, vilket innebär kontinuerligt eller hyggesfritt skogsbruk. De kvarvarande mindre träden som friställs reagerar med att öka sin bladyta omedelbart, men kommer igång med ökad årsring från och med det tredje året efter friställningen. För tall ökar årsringsbredden under 7 år och för gran tar det 12 år innan årsringen kulminerar. Hos gran kan det ofta ta mer än ett decennium innan toppskottslängden ökar[1].
- Låggallring innebär att lägre, undertryckta träden avvecklas medan de högre, dominerande sparas. I en låggallring är i procent räknat uttaget av stammar högre än uttaget mätt i grundyta.
- Krongallring innebär att de högsta träden gallras bort. Dessa behöver ej nödvändigtvis vara de grövsta träden.
- Kvalitetsgallring är ett kompromissval där trädens kvalité snarare än höjd står i fokus. Träd av låg kvalité avverkas, medan stammar med bättre förutsättningar sparas. Lågkvalitativa träd är t.ex. skadade träd, grovkvistiga träd och träd med hög avsmalning.

I sammanhang används begreppet gallringskvot. Med denna kvot avses relationen mellan de avverkade och sparade trädens medeldiametrar i brösthöjd. För likforming gallring gäller att kvoten är cirka 1, medan den för höggallring och låggallring är större respektive mindre än 1.
Den som står i skogen och fattar beslut om att avverka ett träd får alltid problem, oavsett vilken typ av ovanstående alternativ som man skall använda. Skälet är att man inte vet vilken effekt uttaget av ett träd får. Träd delar på markens tillväxtresurser och på ljuset. Tar man bort ett träd kommer de kvarvarande att växa bättre, men det är inte lätt att veta hur långt bort effekten av friställningen räcker. Sannolikt är det så att träd som står 20 m bort, inte kommer att påverkas, men sträcker sig effekten 5 m, och i så fall, hur stor del av effekten finns 5 m ifrån det träd man tar bort. 
I praktiken tas därför beslut, inte med ledning av hur beståndet ser ut som helhet, utan med ledning av den unika sammansättningen och trängseln i den närmaste gruppen av träd. 

## Historik
Generellt är det svårt att avgränsa gallringens historik i Sverige från blädningsepoken då blädningsingreppet och en stark höggallring är väldigt lika. Skillnaden ligger i att i blädning vill man kontinuerligt ha en naturlig förynring medan trakthyggesbruket har gallringen som ett ingrepp för ett bestånd under sin omloppstid. Arealmässigt så gallrades det väldigt stora arealer under 1950-talet uppemot ca 1 000 000 ha årligen, för att i efterföljande decennium vara nere på ca 250 000 ha. Denna sänkning berodde på arbetskraftsbrist och dålig lönsamhet i gallringsingreppen, och under denna period gallrade man i regel låggallringar med lite gallringsstyrka och med korta gallringsintervall.

## Teknik
Gallringen mekaniserades senare än slutavverkningen eftersom gallring ställer betydligt hårdare krav på de maskiner som använts. Det är av yttersta vikt att de träd som lämnas, de framtida huvudstammarna, inte skadas under avverkningen, varför de stora och tunga skördare som går i slutavverkning är mindre lämpliga för uppgiften. 
De mindre gallringsskördarna finns i två huvudtyper: beståndsgående respektive stickvägsgående. De sistnämnda går bara på de upphuggna stickvägar som används för utskotningen av virket. Stickvägsgående skördare utnyttjar långa kranar (ofta > 10 m) för att komma åt träd inne i beståndet. De mindre beståndsgående skördarna går, som beteckningen antyder, även inne i beståndet mellan stickvägarna, vilket gör det möjligt att ha större stickvägsavstånd vilket är positivt då det minskar den areal som går till spillo bara för att maskinerna ska komma fram. Deras belackare menar å andra sidan att det är mer skonsamt och ger färre trädskador att sticka in en lång kran i ett bestånd än att köra omkring inne i det. För att minska markskadorna risar beståndsgående skördare sin färdväg genom att upparbeta fällda träd omedelbart framför maskinen.
Vid gallring förekommer fortfarande motormanuell avverkning med motorsåg. Vanligen är det självverksamma skogsägare som idag sysselsätter sig med detta.
Gallringar som genomförs när medeltemperaturen är över 5 grader Celsius kan i granskog leda till spridning av rotröta om inte särskilda bekämpningsmedel appliceras på stubbarna medan de fortfarande är färska.
I samband med att intresset för skogsbränsleuttag ökade under 2000-talet innebar det också ett fokus på utveckling av teknik för avverkning av klena träd. Detta ledde bl.a. till en bredare tillämpning den teknik för flerträdshantering som började utvecklas redan i slutet av 1980-talet. Flerträdshantering innebär att skördarens avverkningsaggregat utrustas med ackumuleringsarmar som möjliggör avverkning av flera stammar per krancykel. En sammanställning från Skogforsk visar på att aggregat med flerträdshantering ökar produktiviteten i gallring med 0-17 %, beroende på avverkad medelstamsvolym. Utvärderingar visar att tekniken också leder till prestationsökning i slutavverkning.